# Renaud de Giry
 (octobre 2023).
Pour les articles homonymes, voir Giry.
Renaud de Giry est un noble français mort en 1355 qui fut notamment veneur du roi en 1344. 

## Biographie
Renaud de Giry, chevalier, fut conseiller du roi, maître de sa vénerie en 1344 après la mort de Jean de Meudon et enquêteur des eaux et forêts partout le royaume en 1348 et 1350,.
Il était aussi maître des eaux et forêts des ducs de Normandie et d'Orléans en 1347 et en même temps verdier de la forêt de Breteuil. Il exerça ces charges jusqu'à sa mort en 1355

## Armes
Dans le sceau d'une reconnaissance qu'il donna à Villeneuve-le-Comte le 15 juillet 1346, on distingue deux bandes; et pour cimier: Une tête barbue.